# بلدية الساحل ليبيا

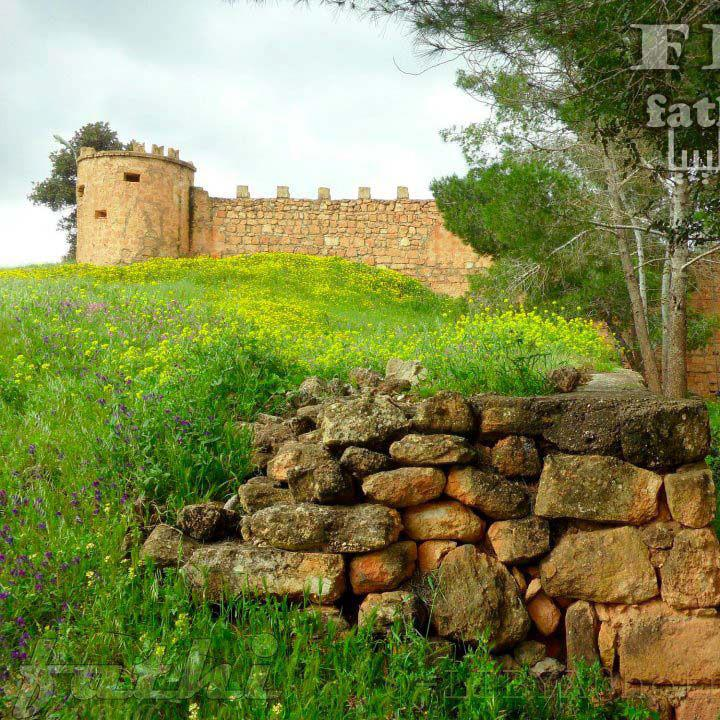
قصر ليبيا وهى من منطقة من مناطق بلدية الساحل

بلدية الساحل هي بلدية تقع شرق ليبيا وتضم مناطق كل من
قصر ليبيا وزاوية العرقوب وبالحديد وأقفنطه والحنية والحمامة وبطة وطلميثة وبوترابة واسطاطه والبياضة
وتشتهر مناطقها بطبيعة خلابة ووجود آثار وبالأخص في طلميثة والتي هي إحدى المدن الخمس الليبية التاريخية وتوجد بقصر ليبيا إحدى أكبر لوحات الفسيفساء في العالم.